# Clube de Futebol Andorinha de Santo António
O Clube de Futebol Andorinha de Santo António é uma equipa desportiva de Portugal, também conhecido como CFA. Fundado em 6 de Maio 1926, localiza-se na Madeira e suas modalidades principais são Futebol, Andebol, Ténis-de-mesa, Karting, Atletismo, e Badminton.
Apenas em 1933 é que a coletividade se estreou em competições federadas. O nome "Andorinha" surgiu na sequência de um remate certeiro de um jogador cuja trajetória foi seguida por uma andorinha. O seu mais ilustre jogador foi Cristiano Ronaldo.

## História
O Clube Futebol de Andorinha nasceu a 6 de Maio de 1925, por iniciativa de um grupo de desportistas de Santo António. O Nome do Clube surgiu por um remate de um jogador da equipa de Santo António teve a sua trajetória seguida por uma andorinha. Depois de participar em diversas atividades de carácter particular, só em, 1933 é que a coletividade se estreou em competições federadas.
O primeiro título aconteceu em 1935/36, no Campeonato da Promoção de futebol. Depois de duas décadas de grandes dificuldades, o Andorinha apareceu em força na década de cinquenta, repetindo a conquista da Promoção em 1955/56.
Em 1985/86, o clube conquistou, a Taça da Madeira, depois de ter estado à beira de conquistar o Campeonato Regional da I Divisão. Dois anos antes, vencera o campeonato Regional da II Divisão.
Na época de 2003/04, o Andorinha foi campeão Regional de feminino escalão Sénior em futebol, no primeiro campeonato oficial organizado pela Associação de Futebol da Madeira.
Em 2006/07 conquistou o campeonato Regional II Divisão. Em 2007/08 conquistou o Campeonato Regional da I Divisão. Em 2009/10 conquistou o mais importante título do seu historial, Campeonato Nacional da III Divisão, Série Madeira. Em 2010/11 participou pela primeira vez na II Divisão B Nacional.
Em termos de infraestruturas, o primeiro grande passo foi dado em 1992, com inauguração da sede social, espaço cedido pela Câmara Municipal do Funchal. Uma década depois, a 20 de Outubro de 2002, foi inaugurado o complexo desportivo, estando previsto já a construção de um pavilhão.
Nas modalidades extra futebol, o Andorinha promoveu já a prática de Andebol, Ténis-de-mesa, Karting, Atletismo e Badminton. Atualmente, mantém apenas as últimas duas, sendo que o Badminton goza já de prestígio a nível nacional.

## Futebol

### Histórico

#### Seniores Masculinos
| Escalão                                             | Nº Presenças | Títulos | Melhor Classificação |
| I                                                   | 0            | 0       | Nunca participou     |
| II                                                  | -            | -       | -                    |
| III                                                 | 1            | 0       | Descida Divisão      |
| IV                                                  | 1            | 0       | -                    |
| V                                                   | -            | -       | -                    |
| VI                                                  | -            | -       | -                    |
| VII                                                 | -            | -       | -                    |
| Taça de Portugal                                    | 1            | 0       | Eliminado 1º jogo    |
| Taça da Liga                                        | 0            | 0       | Nunca participou     |
| inclui época 2010/2011; - informação não disponível |              |         |                      |

##### Palmarés[6]
- Taça da Madeira
  - Vencedor - 1985/86
- Campeonato de Promoção
  - Vencedor - 1935/36 e 1955/56
- Campeonato da Madeira da II Divisão
  - Vencedor - 1983/84
- Campeonato da Madeira da II Divisão
  - Vencedor - 2006/07
- Campeonato da Madeira da I Divisão
  - Vencedor - 2007/08
- III Divisão Nacional
  - Vencedor - 2009/10

#### Seniores femininos
- Campeonato da Madeira da I Divisão
  - Vencedor - 2003/04